# Italië op de Olympische Zomerspelen 1992
Italië nam deel aan de Olympische Zomerspelen 1992 in Barcelona, Spanje. Er werden in totaal 19 medailles gewonnen waaronder 6 gouden.

## Medailleoverzicht
| Sport            | Olympiër(s) | Onderdeel                | Medaille |
| ---------------- | --- | ------------------------ | -------- |
| Kanovaren        | Pierpaolo Ferrazzi | K-1 slalom (m)           | Goud     |
| Schermen         | Giovanna Trillini | floret (v)               | Goud     |
| Schermen         | Giovanna Trillini Francesca Bortolozzi-Borella Diana Bianchedi Margherita Zalaffi Dorina Vaccaroni | floret team (v)          | Goud     |
| Waterpolo        | Carlo Silipo Amedeo Pomilio Francesco Porzio Giuseppe Porzio Mario Fiorillo Ferdinando Gandolfi Alessandro Campagna Marco D'Altrui Massimiliano Ferretti Francesco Attolico Alessandro Bovo Paolo Caldarella | mannen                   | Goud     |
| Wielersport      | Giovanni Lombardi | puntenkoers (m)          | Goud     |
| Wielersport      | Fabio Casartelli | wegwedstrijd (m)         | Goud     |
| Judo             | Emanuela Pierantozzi | -66kg (m)                | Zilver   |
| Roeien           | Carmine Abbagnale Giuseppe Abbagnale Giuseppe Di Capua | twee-met (m)             | Zilver   |
| Schermen         | Marco Marin | sabel (m)                | Zilver   |
| Wielersport      | Andrea Peron Flavio Anastasia Luca Colombo Gianfranco Contri | ploegentijdrit (m)       | Zilver   |
| Worstelen        | Vincenzo Maenza | -48kg Grieks-Romeins (m) | Zilver   |
| Atletiek         | Giovanni de Benedictis | 20km snelwandelen (m)    | Brons    |
| Kanovaren        | Bruno Dreossi Antonio Rossi | K-2 500m (m)             | Brons    |
| Moderne vijfkamp | Carlo Massullo Roberto Bomprezzi Gianluca Tiberti | team (m)                 | Brons    |
| Roeien           | Filippo Soffici Alessandro Corona Gianluca Farina Rossano Galtarossa | dubbel-vier (m)          | Brons    |
| Schietsport      | Bruno Rossetti | skeet                    | Brons    |
| Schietsport      | Marco Venturini | trap                     | Brons    |
| Zwemmen          | Stefano Battistelli | 200m rugslag (m)         | Brons    |
| Zwemmen          | Luca Sacchi | 400m wisselslag (m)      | Brons    |

## Resultaten en deelnemers per onderdeel

### Atletiek
| Olympiër                                                | Discipline               | Resultaat | Prestatie                                                                      |
| ------------------------------------------------------- | ------------------------ | --------- | ------------------------------------------------------------------------------ |
| Andrea Nuti                                             | 400m (m)                 | 22e       | serie 5: 3de in 46,12 kwartfinale 1: 7de in 45,96                              |
| Marco Vaccari                                           | 400m (m)                 | 33e       | serie 9: 4de in 46,37                                                          |
| Andrea Benvenuti                                        | 800m (m)                 | 5e        | serie 6: 2de in 1.47,58 halve finale 1: 2de in 1.45,80 finale: 5de in 1.45,23  |
| Giuseppe D'Urso                                         | 800m (m)                 | DNS       | serie 4: niet gestart                                                          |
| Gennaro di Napoli                                       | 1500m (m)                | 17e       | serie 3: 4de in 3.44,55 halve finale 1: 6de in 3.39,56                         |
| Salvatore Antibo                                        | 5000m (m)                | 17e       | serie 4: 1ste in 13.33,71 finale: 16de in 14.02,47                             |
| Salvatore Antibo                                        | 10000m (m)               | 4e        | serie 1: 7de in 28.18,48 finale: 4de in 28.11,39                               |
| Francesco Bennici                                       | 10000m (m)               | 23e       | serie 2: 10de in 28.45,62                                                      |
| Laurent Ottoz                                           | 110m horden (m)          | 11e       | serie 1: 4de in 13,71 kwartfinale 1: 6de in 13,76 halve finale 2: 7de in 13,77 |
| Fabrizio Mori                                           | 400m horden (m)          | 18e       | serie 6: 3de in 49,16                                                          |
| Alessandro Lambruschini                                 | 3000m steeplechase (m)   | 1e4       | serie 3: 5de in 8.29,64 halve finale 2: 4de in 8.23,56 finale: 4de in 8.15,52  |
| Alessandro Aimar Marco Vaccari Fabio Grossi Andrea Nuti | 4x400m (m)               | 6e        | serie 3: 2de in 3.02,09 finale: 6de in 3.02,18                                 |
| Salvatore Bettiol                                       | marathon (m)             | 5e        | 2:14.15                                                                        |
| Gelindo Bordin                                          | marathon (m)             | DNF       | niet gefinisht                                                                 |
| Alessio Faustini                                        | marathon (m)             | 44e       | 2:21.37                                                                        |
| Walter Arena                                            | 20km snelwandelen (m)    | 18e       | 1:29.34                                                                        |
| Maurizio Damilano                                       | 20km snelwandelen (m)    | 4e        | 1:23.39                                                                        |
| Giovanni De Benedictis                                  | 20km snelwandelen (m)    | Brons     | 1:23.11                                                                        |
| Giuseppe De Gaetano                                     | 50km snelwandelen (m)    | 12e       | 3:59.13                                                                        |
| Giovanni Perricelli                                     | 50km snelwandelen (m)    | DNF       | niet gefinisht                                                                 |
| Massimo Quiriconi                                       | 50km snelwandelen (m)    | 13e       | 4:00.28                                                                        |
| Giuseppe De Gaetano                                     | verspringen (m)          | DNF       | kwalificatie: geen geldige poging                                              |
| Andrea Pegoraro                                         | polsstokhoogspringen (m) | 20e       | kwalificatie groep B: 10de met 5,40m                                           |
| Alessandro Andrei                                       | kogelstoten (m)          | 11e       | kwalificatie: 8ste met 20,14m finale: 11de met 19,62m                          |
| Luciano Zerbini                                         | kogelstoten (m)          | 9e        | kwalificatie: 3de met 20,25m finale: 9de met 19,88m                            |
| Luciano Zerbini                                         | discuswerpen (m)         | DNF       | kwalificatie: geen geldige poging                                              |
| Enrico Sgrulletti                                       | kogelslingeren (m)       | 11e       | kwalificatie: 10de met 75,40m finale: 11de met 72,98m                          |
|                                                         |                          |           |                                                                                |
| Fabia Trabaldo                                          | 800m (v)                 | 19e       | serie 3: 5de in 2.01,44                                                        |
| Fabia Trabaldo                                          | 1500m (v)                | 17e       | serie 2: niet gefinisht halve finale 2: 10de in 4.06,05                        |
| Roberta Brunet                                          | 3000m (v)                | 10e       | serie 2: 5de in 8.44,21 finale: 10de in 9.01,26                                |
| Rosanna Munerotto                                       | 10000m (v)               | 16e       | serie 1: 10de in 32.17,01 finale: 16de in 32.37,91                             |
| Irmgard Trojer                                          | 400m horden (v)          | 16e       | serie 4: 2de in 55,49 halve finale 2: 8ste in 56,34                            |
| Bettina Sabatini                                        | marathon (v)             | 23e       | 2:50.09                                                                        |
| Emma Scaunich                                           | marathon (v)             | 18e       | 2:46.14                                                                        |
| Anna Villani                                            | marathon (v)             | 20e       | 2:46.44                                                                        |
| Elisabetta Perrone                                      | 10km snelwandelen (v)    | 19e       | 46.43                                                                          |
| Ileana Salvador                                         | 10km snelwandelen (v)    | DSQ       | gediskwalificeerd                                                              |
| Annarita Sidoti                                         | 10km snelwandelen (v)    | 7e        | 45.23                                                                          |
| Antonella Capriotti                                     | verspringen (v)          | 18e       | kwalificatie groep B: 11de met 6,43m                                           |
| Valentina Uccheddu                                      | verspringen (v)          | 21e       | kwalificatie groep B: 9de met 6,40m                                            |
| Antonella Bevilacqua                                    | hoogspringen (v)         | 22e       | kwalificatie groep B: 13de met 1,90m                                           |
| Agnese Maffeis                                          | discuswerpen (v)         | 10e       | kwalificatie groep B: 8ste met 60,88m finale: 10de met 61,22m                  |

### Basketbal
| Olympiër | Discipline | Resultaat | Prestatie |
| --- | ---------- | --------- | --- |
| Elena Paparazzo Monica Bastiani Mara Fullin Stefania Salvemini Anna Costalunga Francesca Rossi Angela Arcangeli Catarina Pollini Susanna Stanzani Silvia Todeschini Giuseppina Tufano Stefania Passaro | vrouwen    | 8e        | groep A: 4de V van Brazilië: 70-85 V van Gezamenlijk team: 67-79 V van Cuba: 53-60 5-8ste plek: V van Spanje: 80-92 7-8ste plek: V van Brazilië: 83-86 |

| Groep A |                  |             |             |             |        |        |        |        |
| #       | Land             | Wedstrijden | Wedstrijden | Wedstrijden | Punten | Punten | Punten | Punten |
| #       | Land             | G           | W           | V           | V      | T      | Saldo  | Punten |
| 1       | Cuba             | 3           | 3           | 0           | 246    | 230    | +16    | 6      |
| 2       | Gezamenlijk team | 3           | 2           | 1           | 244    | 222    | +22    | 5      |
| 3       | Brazilië         | 3           | 1           | 2           | 237    | 241    | -4     | 4      |
| 4       | Italië           | 3           | 0           | 3           | 190    | 224    | -34    | 3      |

| Ronde       | Datum     | Plaats           | Land  | Score  | Land |
| ----------- | --------- | ---------------- | ----- | ------ | ---- |
| Groepsfase  |           |                  |       |        |      |
| 30 juli     | Barcelona | Brazilië         | 85-70 | Italië |      |
| 1 augustus  | Barcelona | Gezamenlijk team | 79-67 | Italië |      |
| 3 augustus  | Barcelona | Italië           | 53-60 | Cuba   |      |
| 5-8ste plek |           |                  |       |        |      |
| 5 augustus  | Barcelona | Spanje           | 92-80 | Italië |      |
| 7-8ste plek |           |                  |       |        |      |
| 7 augustus  | Barcelona | Brazilië         | 86-83 | Italië |      |

### Boksen
| Olympiër           | Discipline  | Resultaat | Prestatie                                                                                              |
| ------------------ | ----------- | --------- | --- |
| Luigi Castiglione  | -48kg (m)   | 17e       | 1ste ronde: V van KOR Dong: 2-8                                                                        |
| Michele Piccirillo | -63,5kg (m) | 9e        | 1ste ronde: W van IRI Nourian: 23-5 2de ronde: V van FIN Kjäll: 5-12                                   |
| Fabrizio De Chiara | -71kg (m)   | 17e       | 1ste ronde: V van HUN Miszei: 4-13                                                                     |
| Tommaso Russo      | -75kg (m)   | 17e       | 1ste ronde: V van ALG Dine: 4-6                                                                        |
| Roberto Castelli   | -81kg (m)   | 9e        | 1ste ronde: W van CAM Maebele: walk-over 2de ronde: V van CUB Espinosa: scheidsrechterlijke beslissing |

### Boogschieten
| Olympiër                                        | Discipline      | Resultaat | Prestatie                                                                      |
| ----------------------------------------------- | --------------- | --------- | ------------------------------------------------------------------------------ |
| Ilario Di Buò                                   | individueel (m) | 39e       | plaatsingsronde: 39ste met 1260 punten                                         |
| Andrea Parenti                                  | individueel (m) | 19e       | plaatsingsronde: 32ste met 1268 punten 1ste ronde: V van KOR Chung: 109-110    |
| Alessandro Rivolta                              | individueel (m) | 22e       | plaatsingsronde: 27ste met 1280 punten 1ste ronde: V van FIN Lipponen: 101-110 |
| Ilario Di Buò Andrea Parenti Alessandro Rivolta | team (m)        | 9e        | plaatsingsronde: 8ste met 3808 punten 1ste ronde: V van Frankrijk: 229-235     |
|                                                 |                 |           |                                                                                |
| Maria Testa                                     | individueel (v) | 21e       | plaatsingsronde: 15de met 1304 punten 1ste ronde: V van TPE Lin: 100-106       |

### Gewichtheffen
| Olympiër            | Discipline | Resultaat | Prestatie                                                    |
| ------------------- | ---------- | --------- | ------------------------------------------------------------ |
| Giovanni Scarantino | -56kg (m)  | 14e       | trekken: 9de met 110kg stoten: 14de met 130kg totaal: 240kg  |
| Norberto Oberburger | -110kg (m) | 10e       | trekken: 7de met 175kg stoten: 11de met 200kg totaal: 375kg  |
| Vanni Lauzana       | +110kg (m) | 12e       | trekken: 16de met 160kg stoten: 10de met 210kg totaal: 370kg |

### Gymnastiek
| Olympiër                                                                                        | Discipline               | Resultaat | Prestatie                                                              |
| Ritmisch                                                                                        | Ritmisch                 | Ritmisch  | Ritmisch                                                               |
| ----------------------------------------------------------------------------------------------- | ------------------------ | --------- | ---------------------------------------------------------------------- |
| Samantha Ferrari                                                                                | individueel (v)          | 12e       | voorronde: 11de met 36,925 punten finale: 12de met 36,987 punten       |
| Irene Germini                                                                                   | individueel (v)          | 13e       | voorronde: 15de met 36,675 punten finale: 13de met 36,937 punten       |
| Turnen                                                                                          |                          |           |                                                                        |
| Paolo Bucci                                                                                     | individuele meerkamp (m) | 15e       | kwalificatie: 19de met 115,100 punten finale: 15de met 57,425 punten   |
| Gianmatteo Centazzo                                                                             | individuele meerkamp (m) | 66e       | kwalificatie: 66ste met 112,125 punten                                 |
| Boris Preti                                                                                     | individuele meerkamp (m) | 16e       | kwalificatie: 14de met 115,275 punten finale: 16de met 57,275 punten   |
| Ruggero Rossato                                                                                 | individuele meerkamp (m) | 22e       | kwalificatie: 39ste met 114,175 punten finale: 22ste met 57,000 punten |
| Gabriele Sala                                                                                   | individuele meerkamp (m) | 53e       | kwalificatie: 53ste met 113,075 punten                                 |
| Alessandro Viligiardi                                                                           | individuele meerkamp (m) | 71e       | kwalificatie: 71ste met 111,850 punten                                 |
| Paolo Bucci Gianmatteo Centazzo Boris Preti Ruggero Rossato Gabriele Sala Alessandro Viligiardi | meerkamp team (m)        | 5e        | kwalificatie: 19de met 115,100 punten finale: 15de met 571,750 punten  |
|                                                                                                 |                          |           |                                                                        |
| Veronica Servente                                                                               | individuele meerkamp (v) | 65e       |                                                                        |
| Giulia Volpi                                                                                    | individuele meerkamp (v) | 76e       |                                                                        |

### Honkbal
| Olympiër | Discipline | Resultaat | Prestatie |
| --- | ---------- | --------- | --- |
| Massimo Ciaramella Guglielmo Trinci Claudio Cecconi Elio Gambuti Marco Urbani Maurizio De Sanctis Francesco Petruzzelli Fulvio Valle Massimiliano Masin Andrea Succi Claudio Taglienti Paolo Ceccaroli Ruggero Bagialemani Rolando Cretis Alberto d'Auria Roberto Bianchi Leonardo Scianchi Luigi Carrozza Massimo Fochi Massimo Melassi | mannen     | 7e        | voorronde: 7de V van Chinees Taipei: 2-8 V van Cuba: 1-18 V van Verenigde Staten: 0-10 V van Puerto Rico: 0-2 V van Japan: 3-13 W van Spanje: 14-4 V van Dominicaanse Republiek: 5-7 |

### Judo
| Olympiër             | Discipline | Resultaat | Prestatie |
| -------------------- | ---------- | --------- | --- |
| Marino Cattedra      | -60kg (m)  | 9e        | 1ste ronde: W van PUR Martinez: ippon 2de ronde: W van AND Molne 3de ronde: V van EUN Huseynov: ippon herkansingen: W van BUL Rusev herkansingen 2: V van MGL Battulga                          |
| Massimo Sulli        | -71kg (m)  | 9e        | 1ste ronde: W van NGR Omagbaluwaje: ippon 2de ronde: W van HAI Joseph: ippon 3de ronde: V van KOR Chung: koka herkansingen: W van SEN Seck: ippon herkansingen 2: V van ISR Smadja: ippon       |
| Giorgio Vismara      | -86kg (m)  | 13e       | 1ste ronde: W van FIJ Bonginisoko: ippon 2de ronde: V van GER Lobenstein herkansingen: V van ESP Villar                                                                                         |
| Luigi Guido          | -95kg (m)  | 17e       | 1ste ronde: vrij 2de ronde: W van ISR Magalashvili: ippon 3de ronde: V van CUB Salgado: waza-ari                                                                                                |
| Stefano Venturelli   | +95kg (m)  | 13e       | 1ste ronde: W van SIN Ho: ippon 2de ronde: V van HUN Csősz: ippon herkansingen: V van USA Keeva: ippon                                                                                          |
|                      |            |           | |
| Giovanna Tortora     | -48kg (v)  | 9e        | 1ste ronde: vrij 2de ronde: W van GER Emich: yuko kwartfinale: V van FRA Nowak herkansingen: V van TUR Şenyurt                                                                                  |
| Alessandra Giungi    | -52kg (v)  | 5e        | 1ste ronde: W van BEL Goossens: yuko 2de ronde: W van HKG Yu: yuko kwartfinale: V van JPN Mizoguchi herkansingen: W van KOR Kim herkansingen 2: W van POR Saldanha bronzen finale: V van CHN Li |
| Emanuela Pierantozzi | -66kg (v)  | Zilver    | 1ste ronde: W van NED Han: waza-ari 2de ronde: W van INA Papilaya: ippon kwartfinale: W van FRA Lecat: koka halve finale: W van GER Schreiber: ippon finale: V van CUB Revé                     |
| Maria Teresa Motta   | +72kg (v)  | 16e       | 1ste ronde: vrij 2de ronde: V van HUN Gránitz |

### Kanovaren
| Olympiër                                                             | Discipline    | Resultaat | Prestatie                                                                                                   |
| Slalom                                                               | Slalom        | Slalom    | Slalom |
| -------------------------------------------------------------------- | ------------- | --------- | --- |
| Renato de Monti                                                      | C-1 (m)       | 5e        | 119,02 |
| Pierpaolo Ferrazzi                                                   | K-1 (m)       | Goud      | 106,89 |
|                                                                      |               |           | |
| Cristina Giai Pron                                                   | K-1 (v)       | 18e       | 149,03 |
| Vlakwater                                                            |               |           | |
| Franco Lizzio                                                        | C-1 500m (m)  | 9e        | serie 1: 6de in 1.57,62 herkansingen: 1ste in 1.54,72 halve finale 2: 5de in 1.56,02                        |
| Daniele Scarpa                                                       | K-1 500m (m)  | 7e        | serie 3: 2de in 1.41,41 halve finale 2: 2de in 1.42,07 finale: 7de in 1.42,00                               |
| Beniamino Bonomi                                                     | K-1 1000m (m) | 5e        | serie 1: 1de in 3.39,44 halve finale 1: 4de in 3.37,53 finale: 5de in 3.41,12                               |
| Antonio Rossi Bruno Dreossi                                          | K-2 500m (m)  | Brons     | serie 1: 2de in 1.35,04 halve finale 1: 1ste in 1.29,36 finale: 3de in 1.30,00                              |
| Paolo Luschi Daniele Scarpa                                          | K-2 1000m (m) | 5e        | serie 2: 3de in 3.28,24 herkansingen: 1ste in 3.15,34 halve finale 2: 3de in 3.18,52 finale: 5de in 3.20,34 |
| Matteo Bruscoli Enrico Lupetti Paolo Tommasini Iduno Santoni         | K-4 1000m (m) | 13e       | serie 2: 4de in 2.59,15 halve finale 2: 6de in 3.00,48                                                      |
|                                                                      |               |           | |
| Josefa Idem                                                          | K-1 500m (v)  | 7e        | serie 1: 3de in 1.54,08 halve finale 1: 1ste in 1.51,56 finale: 4de in 1.52,78                              |
| Annacatia Casagrande Amalia Calzavara Chiara Dal Santo Lucia Micheli | K-4 500m (v)  | 12e       | serie 1: 4de in 1.38,82 halve finale 1: 4de in 1.41,08                                                      |

### Moderne vijfkamp
| Olympiër                                          | Discipline      | Resultaat | Prestatie    |
| ------------------------------------------------- | --------------- | --------- | ------------ |
| Roberto Bomprezzi                                 | individueel (m) | 5e        | 5326 punten  |
| Carlo Massullo                                    | individueel (m) | 12e       | 5250 punten  |
| Gianluca Tiberti                                  | individueel (m) | 23e       | 5184 punten  |
| Carlo Massullo Roberto Bomprezzi Gianluca Tiberti | team (m)        | Brons     | 15760 punten |

### Paardensport
| Olympiër                                                     | Discipline  | Resultaat | Prestatie                                                               |
| Dressuur                                                     | Dressuur    | Dressuur  | Dressuur                                                                |
| ------------------------------------------------------------ | ----------- | --------- | ----------------------------------------------------------------------- |
| Laura Conz Dall'Ora                                          | individueel | 45e       | Grand Prix: 45ste met 1419 punten                                       |
| Daria Fantoni                                                | individueel | 39e       | Grand Prix: 39ste met 1439 punten                                       |
| Pia Laus                                                     | individueel | 7e        | Grand Prix: 9de met 1571 punten Grand Prix Special: 7de met 1389 punten |
| Paolo Giani Margi                                            | individueel | 31e       | Grand Prix: 31ste met 1481 punten                                       |
| Laura Conz Dall'Ora Daria Fantoni Pia Laus Paolo Giani Margi | team        | 8e        | 4491 punten                                                             |
| Eventing                                                     |             |           |                                                                         |
| Francesco Girardi                                            | individueel | 56e       | 211,45 strafpunten                                                      |
| Fabio Magni                                                  | individueel | DNF       | niet gefinisht                                                          |
| Federico Roman                                               | individueel | 47e       | 190,20 strafpunten                                                      |
| Lara Villata                                                 | individueel | 24e       | 133,00 strafpunten                                                      |
| Francesco Girardi Fabio Magni Federico Roman Lara Villata    | team        | 13e       | 534,65 punten                                                           |
| Springconcours                                               |             |           |                                                                         |
| Gianni Govoni                                                | individueel | 71e       |                                                                         |
| Giorgio Nuti                                                 | individueel | 53e       |                                                                         |
| Jerry Smit                                                   | individueel | 17e       |                                                                         |
| Valerio Sozzi                                                | individueel | 37e       |                                                                         |
| Gianni Govoni Giorgio Nuti Jerry Smit Valerio Sozzi          | team        | 16e       |                                                                         |

### Roeien
| Olympiër | Discipline      | Resultaat | Prestatie |
| --- | --------------- | --------- | --- |
| Massimo Marconcini | skiff (m)       | 13e       | serie 3: 3de in 7.17,67 herkansingen: 3de in 7.06,71 halve finale C/D: 1ste in 7.06,61 finale C: 1ste in 7.05,36 |
| Carmine Abbagnale Giuseppe Abbagnale Giuseppe Di Capua                                                                                           | twee-met (m)    | Zilver    | serie 3: 1ste in 7.00,62 halve finale 2: 1ste in 6.56,29 finale: 2de in 6.50,98                                  |
| Filippo Soffici Alessandro Corona Gianluca Farina Rossano Galtarossa                                                                             | dubbel-vier (m) | Brons     | serie 1: 2de in 5.46,47 halve finale 2: 1ste in 5.48,72 finale: 3de in 5.47,33                                   |
| Luca Sartori Rocco Pecoraro Roby La Mura Riccardo Dei Rossi                                                                                      | vier-zonder (m) | 8e        | serie 3: 2de in 6.02,26 halve finale 2: 5de in 6.09,72 finale B: 2de in 6.06,21                                  |
| Ciro Liguori Antonio Maurogiovanni Roberto Blanda Raffaello Leonardo Valter Molea Riccardo Moretti Giovanni Suarez Walter Bottega Dino Lucchetta | acht (m)        | 8e        | serie 2: 4de in 5.46,97 herkansingen: 1ste in 5.42,51 halve finale 2: 4de in 5.40,89 finale B: 3de in 5.43,33    |

### Schermen
| Olympiër                                                                                           | Discipline      | Resultaat | Prestatie |
| -------------------------------------------------------------------------------------------------- | --------------- | --------- | --- |
| Sandro Cuomo                                                                                       | degen (m)       | 26e       | 1ste ronde groep 7: 1ste met 5 overwinningen                                                                                                  |
| Angelo Mazzoni                                                                                     | degen (m)       | 6e        | 1ste ronde groep 1: 1ste met 7 overwinningen                                                                                                  |
| Maurizio Randazzo                                                                                  | degen (m)       | 15e       | 1ste ronde groep 5: 3de met 3 overwinningen                                                                                                   |
| Sandro Cuomo Angelo Mazzoni Stefano Pantano Maurizio Randazzo Sandro Resegotti                     | degen team (m)  | 5e        | 1ste ronde groep D: 1ste met 3 overwinningen kwartfinale: V van Duitsland: 2-8                                                                |
| Andrea Borella                                                                                     | floret (m)      | 5e        | 1ste ronde groep 4: 1ste met 5 overwinningen                                                                                                  |
| Stefano Cerioni                                                                                    | floret (m)      | 17e       | 1ste ronde groep 7: 1ste met 6 overwinningen                                                                                                  |
| Mauro Numa                                                                                         | floret (m)      | 10e       | 1ste ronde groep 8: 2de met 4 overwinningen                                                                                                   |
| Marco Arpino Andrea Borella Stefano Cerioni Mauro Numa Alessandro Puccini                          | floret team (m) | 5e        | 1ste ronde groep B: 1ste met 3 overwinningen kwartfinale: V van Hongarije: 5-9                                                                |
| Marco Marin                                                                                        | sabel (m)       | Zilver    | 1ste ronde groep 6: 2de met 4 overwinningen                                                                                                   |
| Ferdinando Meglio                                                                                  | sabel (m)       | 6e        | 1ste ronde groep 3: 2de met 4 overwinningen                                                                                                   |
| Giovanni Scalzo                                                                                    | sabel (m)       | 4e        | 1ste ronde groep 7: 1ste met 5 overwinningen                                                                                                  |
| Marco Marin Ferdinando Meglio Giovanni Scalzo Giovanni Sirovich Tonhi Terenzi                      | sabel team (m)  | 8e        | 1ste ronde groep A: 1ste met 2 overwinningen kwartfinale: V van Roemenië: 6-8 5-8ste plek: V van Polen: 8-8 7-8ste plek: V van China: 7-9     |
| |                 |           | |
| Francesca Bortolozzi-Borella                                                                       | floret (v)      | 19e       | 1ste ronde groep 2: 2de met 5 overwinningen                                                                                                   |
| Giovanna Trillini                                                                                  | floret (v)      | Goud      | 1ste ronde groep 5: 4de met 3 overwinningen                                                                                                   |
| Margherita Zalaffi                                                                                 | floret (v)      | 5e        | 1ste ronde groep 1: 1ste met 4 overwinningen                                                                                                  |
| Giovanna Trillini Francesca Bortolozzi-Borella Diana Bianchedi Margherita Zalaffi Dorina Vaccaroni | floret team (v) | Goud      | 1ste ronde groep A: 1ste met 2 overwinningen kwartfinale: W van Hongarije: 9-2 halve finale: W van Roemenië: 9-3 finale: W van Duitsland: 9-6 |

### Schietsport
| Olympiër            | Discipline              | Resultaat | Prestatie                                                                                     |
| ------------------- | ----------------------- | --------- | --------------------------------------------------------------------------------------------- |
| Massimo Birindelli  | 50m geweer liggend (m)  | 39e       | kwalificatie: 39ste met 590 punten                                                            |
| Roberto Di Donna    | 50m pistool (m)         | 22e       | kwalificatie: 22ste met 553 punten                                                            |
| Dario Palazzani     | 50m pistool (m)         | 42e       | kwalificatie: 42ste met 538 punten                                                            |
| Pierluigi Ussorio   | 25m snelvuurpistool (m) | 11e       | kwalificatie: 11de met 585 punten (291-294)                                                   |
| Roberto Di Donna    | 10m luchtpistool (m)    | 8e        | kwalificatie: 8ste met 581 punten finale: 8ste met 678,5 punten                               |
| Dario Palazzani     | 10m luchtpistool (m)    | 22e       | kwalificatie: 22ste met 575 punten                                                            |
| Carlo Colombo       | 50m bewegend doel (m)   | 11e       | kwalificatie: 11de met 570 punten (289-281)                                                   |
| Valerio Donnianni   | 50m bewegend doel (m)   | 19e       | kwalificatie: 19de met 555 punten (282-273)                                                   |
|                     |                         |           |                                                                                               |
| Michela Suppo       | 25m pistool (v)         | 40e       | kwalificatie: 40ste met 559 punten                                                            |
| Michela Suppo       | 10m luchtpistool (v)    | 24e       | kwalificatie: 24ste met 375 punten                                                            |
|                     |                         |           |                                                                                               |
| Andrea Benelli      | skeet                   | 25e       | kwalificatie: 25ste met 145 punten                                                            |
| Bruno Rossetti      | skeet                   | Brons     | kwalificatie: 8ste met 148 punten halve finale: 3de met 198 punten finale: 3de met 222 punten |
| Luca Scribani Rossi | skeet                   | 7e        | kwalificatie: 15de met 147 punten halve finale: 7de met 197 punten                            |
| Daniele Cioni       | trap                    | 14e       | kwalificatie: 20ste met 143 punten halve finale: 14de met 192 punten                          |
| Giovanni Pellielo   | trap                    | 10e       | kwalificatie: 11de met 145 punten halve finale: 10de met 193 punten                           |
| Marco Venturini     | trap                    | Brons     | kwalificatie: 8ste met 146 punten halve finale: 3de met 195 punten finale: 3de met 218 punten |

### Schoonspringen
| Olympiër             | Discipline    | Resultaat | Prestatie                                                        |
| -------------------- | ------------- | --------- | ---------------------------------------------------------------- |
| Alessandro De Botton | 3m plank (m)  | 28e       | voorronde: 28ste met 312,69 punten                               |
| Davide Lorenzini     | 3m plank (m)  | 12e       | voorronde: 11de met 375,57 punten finale: 12de met 527,73 punten |
| Alessandro De Botton | 10m toren (m) | 17e       | voorronde: 17de met 334,98 punten                                |
|                      |               |           |                                                                  |
| Alessandro De Botton | 3m plank (v)  | 24e       | voorronde: 24ste met 249,36 punten                               |
| Alessandro De Botton | 10m toren (v) | 19e       | voorronde: 19de met 272,19 punten                                |

### Synchroonzwemmen
| Olympiër                      | Discipline | Resultaat | Prestatie                             |
| ----------------------------- | ---------- | --------- | ------------------------------------- |
| Paola Celli                   | Solo       | 12e       | kwalificatie: 12de met 176,25 punten  |
| Giovanna Burlando Paola Celli | duet       | 10e       | kwalificatie: 10de met 176,307 punten |

### Tafeltennis
| Olympiër    | Discipline    | Resultaat | Prestatie                                                                            |
| ----------- | ------------- | --------- | ------------------------------------------------------------------------------------ |
| Paola Celli | enkelspel (v) | 17e       | groep B: 1ste V van CHN Qiao: 0-2 W van GER Schall-Wosik: 2-0 W van RSA Roberts: 2-0 |

### Tennis
| Olympiër                      | Discipline     | Resultaat | Prestatie |
| ----------------------------- | -------------- | --------- | --- |
| Omar Camporese                | enkelspel (m)  | 17e       | 1ste ronde: W van PUR Ríos: 6-2, 6-2, 6-0 2de ronde: V van ESP Sánchez: 2-6, 4-6, 1-6                                                           |
| Cristiano Caratti             | enkelspel (m)  | 33e       | 1ste ronde: V van FRA Forget: 3-6, 4-6, 2-6 |
| Renzo Furlan                  | enkelspel (m)  | 9e        | 1ste ronde: W van JPN Matsuoka: 6-4, 6-3, 3-6, 6-4 2de ronde: W van EUN Tsjesnokov: 7-6(3), 6-4, 6-4 3de ronde: V van ESP Arrese: 4-6, 3-6, 2-6 |
| Omar Camporese Diego Nargiso  | dubbelspel (m) | 9e        | 1ste ronde: W van PUR Nido/Ríos: 6-1, 6-2, 6-3 2de ronde: V van ROU Cosac/Pescariu: 1-6, 6-4, 6-4, 4-6, 2-6                                     |
|                               |                |           | |
| Sandra Cecchini               | enkelspel (v)  | 17e       | 1ste ronde: W van CHI Sepúlveda: 6-2, 6-3 2de ronde: V van ESP Martínez: 4-6, 3-6                                                               |
| Katia Piccolini               | enkelspel (v)  | 33e       | 1ste ronde: V van AUS Bradtke: 1-6, 0-6 |
| Raffaella Reggi               | enkelspel (v)  | 17e       | 1ste ronde: W van AUS Byrne: 6-4, 7-6(2) 2de ronde: V van BUL Maleeva: 2-6, 4-6                                                                 |
| Laura Garrone Raffaella Reggi | dubbelspel (v) | 9e        | 1ste ronde: W van GBR Smith/Wood: 5-7, 6-1, 6-3 2de ronde: V van RSA de Swardt/Reinach: 3-6, 2-6                                                |

### Voetbal
| Olympiër | Discipline | Resultaat | Prestatie                                                                                                   |
| --- | ---------- | --------- | --- |
| Francesco Antonioli Mauro Bonomi Giuseppe Favalli Luca Luzardi Salvatore Matrecano Alessandro Orlando Stefano Rossini Mirko Taccola Rufo Verga Demetrio Albertini Dino Baggio Angelo Peruzzi Eugenio Corini Dario Marcolin Gianluca Sordo Renato Buso Pasquale Rocco Marco Ferrante Alessandro Melli Roberto Muzzi | mannen     | 5e        | groep A: 2de W van Verenigde Staten: 2-1 V van Polen: 0-3 W van Koeweit: 1-0 kwartfinale: V van Spanje: 1-2 |

| Groep A |                  |             |             |             |             |            |            |            |        |
| #       | Land             | Wedstrijden | Wedstrijden | Wedstrijden | Wedstrijden | Doelpunten | Doelpunten | Doelpunten | Punten |
| #       | Land             | G           | W           | G           | V           | V          | T          | Saldo      | Punten |
| 1       | Polen            | 3           | 2           | 1           | 0           | 7          | 2          | +5         | 5      |
| 2       | Italië           | 3           | 2           | 0           | 1           | 3          | 4          | -1         | 4      |
| 3       | Verenigde Staten | 3           | 1           | 1           | 1           | 6          | 5          | +1         | 3      |
| 4       | Koeweit          | 3           | 0           | 0           | 3           | 1          | 6          | -5         | 0      |

| Ronde       | Datum     | Plaats | Land | Score            | Land |
| ----------- | --------- | ------ | ---- | ---------------- | ---- |
| Groepsfase  |           |        |      |                  |      |
| 24 juli     | Barcelona | Italië | 2-1  | Verenigde Staten |      |
| 27 juli     | Barcelona | Italië | 0-3  | Polen            |      |
| 29 juli     | Barcelona | Italië | 1-0  | Koeweit          |      |
| Kwartfinale |           |        |      |                  |      |
| 1 augustus  | Barcelona | Spanje | 1-0  | Italië           |      |

### Volleybal
| Olympiër | Discipline | Resultaat | Prestatie |
| --- | ---------- | --------- | --- |
| Lorenzo Bernardi Marco Bracci Luca Cantagalli Claudio Marco Galli Andrea Gardini Andrea Giani Andrea Lucchetta Roberto Masciarelli Michele Pasinato Paolo Tofoli Fabio Vullo Andrea Zorzi | zaal (m)   | 5e        | groep A: 1ste W van Frankrijk: 3-1 (9-15, 15-5, 15-8, 15-2) W van Spanje: 3-0 (16-14, 15-6, 15-7) W van Japan: 3-0 (15-13, 15-7, 17-15) W van Canada: 3-1 (15-11, 8-15, 15-12, 15-7) V van Verenigde Staten: 1-3 (15-9, 14-16, 11-15, 13-15) kwartfinale: V van Nederland: 2-3 (9-15, 15-12, 15-8, 2-15, 16-17) 5-8ste plek: W van Spanje: 3-0 (15-4, 15-12, 15-4) 5-6de plek: W van Japan: 3-0 (15-2, 15-7, 15-13) |

| Groep A |                  |             |             |             |             |             |             |        |        |        |        |
| #       | Land             | Wedstrijden | Wedstrijden | Wedstrijden | Wedstrijden | Wedstrijden | Wedstrijden | Punten | Punten | Punten | Punten |
| #       | Land             | G           | W           | V           | SW          | SV          | SR          | SPW    | SPL    | Saldo  | Punten |
| 1       | Italië           | 5           | 4           | 1           | 13          | 5           | +8          | 253    | 192    | +61    | 8      |
| 2       | Verenigde Staten | 5           | 4           | 1           | 13          | 8           | +5          | 287    | 257    | +30    | 9      |
| 3       | Spanje           | 5           | 3           | 2           | 11          | 12          | -1          | 283    | 299    | -16    | 8      |
| 4       | Japan            | 5           | 2           | 3           | 10          | 12          | -2          | 277    | 291    | -14    | 7      |
| 5       | Canada           | 5           | 1           | 4           | 10          | 12          | -2          | 286    | 279    | +7     | 6      |
| 6       | Frankrijk        | 5           | 1           | 4           | 6           | 14          | -8          | 200    | 268    | -68    | 6      |

| Ronde       | Datum     | Plaats | Land | Score     | Land |
| ----------- | --------- | ------ | ---- | --------- | ---- |
| Groepsfase  |           |        |      |           |      |
| 26 juli     | Barcelona | Italië | 3-1  | Frankrijk |      |
| 28 juli     | Barcelona | Italië | 3-0  | Spanje    |      |
| 30 juli     | Barcelona | Italië | 3-0  | Japan     |      |
| 1 augustus  | Barcelona | Italië | 3-1  | Canada    |      |
| 3 augustus  | Barcelona | Japan  | 3-2  | Italië    |      |
| Kwartfinale |           |        |      |           |      |
| 5 augustus  | Barcelona | Italië | 2-3  | Nederland |      |
| 5-8ste plek |           |        |      |           |      |
| 6 augustus  | Barcelona | Italië | 3-0  | Spanje    |      |
| 5-6de plek  |           |        |      |           |      |
| 7 augustus  | Barcelona | Italië | 3-0  | Japan     |      |

### Wielersport
| Olympiër                                                                   | Discipline                    | Resultaat | Prestatie |
| Baan                                                                       | Baan                          | Baan      | Baan |
| -------------------------------------------------------------------------- | ----------------------------- | --------- | --- |
| Roberto Chiappa                                                            | sprint (m)                    | 4e        | kwalificatie: 4de in 10,516 1ste ronde serie 4: 2de herkansingen: W van TTO Cheeseman: 11,106 herkansingen 2: 1ste in 11,264 2de ronde serie 2: 3de herkansingen: W van NZL Andrews: 11,137 kwartfinale 4: W van ESP Moreno: 2-0 halve finale 1: V van GER Fiedler: 0-2 bronzen finale: V van CAN Harnett: 0-2 |
| Adler Capelli                                                              | tijdrit (m)                   | 5e        | 1.05,065 |
| Giovanni Lombardi                                                          | puntenkoers (m)               | Goud      | serie 2: 5de met 28 punten finale: 1ste met 44 punten |
| Ivan Beltrami                                                              | individuele achtervolging (m) | 8e        | kwalificatie: 10de in 4.39,645 5-8ste plek: W van CAN Belcourt: 4.36,150 |
| Ivan Beltrami Rossano Brasi Ivan Cerioli Fabrizio Trezzi Giovanni Lombardi | ploegenachtervolging (m)      | 4e        | kwartfinale 2: W van Rusland: 4.15,440 halve finale: V van Australië: 4.18,291 |
|                                                                            |                               |           | |
| Gabriella Pregnolato                                                       | individuele achtervolging (v) | 12e       | kwalificatie: 12de in 3.52,376 |
| Weg                                                                        |                               |           | |
| Fabio Casartelli                                                           | wegwedstrijd (m)              | Goud      | 4:35.21 |
| Mirco Gualdi                                                               | wegwedstrijd (m)              | 71e       | 4:35.56 |
| Davide Rebellin                                                            | wegwedstrijd (m)              | 20e       | 4:35.56 |
| Andrea Peron Flavio Anastasia Luca Colombo Gianfranco Contri               | ploegentijdrit (m)            | Zilver    | 2:02.39 |
|                                                                            |                               |           | |
| Roberta Bonanomi                                                           | wegwedstrijd (v)              | 39e       | 2:05.58 |
| Valeria Cappellotto                                                        | wegwedstrijd (v)              | 17e       | 2:05.03 |
| Maria Paola Turcutto                                                       | wegwedstrijd (v)              | 32e       | 2:05.03 |

### Worstelen
| Olympiër             | Discipline  | Resultaat   | Prestatie |
| Vrije stijl          | Vrije stijl | Vrije stijl | Vrije stijl |
| -------------------- | ----------- | ----------- | --- |
| Giovanni Scarantino  | -62kg (m)   | 15e         | groep A: 8ste W van JPN Adachi: 2-1 V van EUN Azizov: 1-3 V van CUB Reinoso                                                                       |
| Renato Lombardo      | -62kg (m)   | 7e          | groep A: 4de W van TCH Palatinus: 1-0 G van JPN Ota: 0-0 V van CUB Limonta: 1-6 7-8ste plek: V van POL Garmulewicz: 0-0                           |
| Grieks-Romeins       |             |             | |
| Vincenzo Maenza      | -48kg (m)   | Zilver      | groep B: 1ste W van CHN Jiang: 11-1 W van SYR Hassoun: 15-0 W van IND Yadav: 15-0 W van GER Yildiz: 13-0 finale: V van EUN Kucherenko: 0-3        |
| Ernesto Razzino      | -48kg (m)   | 11e         | groep A: 6de V van POL Stępień: 0-6 W van VEN Rondon: 6-2 V van EUN Turlykhanov: 0-8                                                              |
| Salvatore Campanella | -48kg (m)   | 8e          | groep A: 4de V van USA Foy: 1-5 W van BUL Yordanov: 3-2 W van GRE Konstantinidis: 4-2 V van TUR Başar: 0-5 7-8ste plek: V van CUB Peña: walk-over |

### Zeilen
| Olympiër                           | Discipline        | Resultaat | Prestatie                                  |
| ---------------------------------- | ----------------- | --------- | ------------------------------------------ |
| Riccardo Giordano                  | lechner A-390 (m) | 16e       | 182,1 punten: (23-1-3-DSQ-27-6-27-22-6-24) |
| Emanuele Vaccari                   | finn (m)          | 14e       | 103,0 punten: (17-17-12-19-13-5-5)         |
| Sandro Montefusco Paolo Montefusco | 470 (m)           | 11e       | 101,0 punten: (7-17-DSQ-7-18-2-19)         |
|                                    |                   |           |                                            |
| Alessandra Sensini                 | lechner A-390 (v) | 7e        | 101,4 punten: (13-6-1-1-4-4-3-12-PMS-PMS)  |
| Arianna Bogatec                    | europe (v)        | 8e        | 69,0 punten: (12-11-13-4-5-2-7)            |
| Maria Quarra Anna Maria Barabino   | 470 (v)           | 7e        | 68,7 punten: (PMS-3-5-8-14-10-2)           |
|                                    |                   |           |                                            |
| Luca Santella Flavio Grassi        | flying dutchman   | 21e       | 138,0 punten: (17-11-23-14-18-19-PMS)      |
| Giorgio Zuccoli Angelo Glisoni     | tornado           | 17e       | 107,7 punten: (3-16-14-19-16-14-14)        |
| Roberto Benamati Mario Salani      | star              | 16e       | 106,0 punten: (16-16-8-10-22-8-12)         |

### Zwemmen
| Olympiër                                                               | Discipline            | Resultaat | Prestatie                                            |
| ---------------------------------------------------------------------- | --------------------- | --------- | ---------------------------------------------------- |
| René Gusperti                                                          | 50m vrije slag (m)    | 14e       | serie 10: 5de in 22,92 finale B: 6de in 23,04        |
| Roberto Gleria                                                         | 100m vrije slag (m)   | 15e       | serie 10: 7de in 50,66 finale B: 7de in 50,81        |
| Giorgio Lamberti                                                       | 100m vrije slag (m)   | 17e       | serie 8: 4de in 50,65                                |
| Roberto Gleria                                                         | 200m vrije slag (m)   | 17e       | serie 7: 2de in 1.49,19                              |
| Massimo Trevisan                                                       | 200m vrije slag (m)   | 12e       | serie 7: 4de in 1.49,80 finale B: 4de in 1.49,85     |
| Pier Maria Siciliano                                                   | 400m vrije slag (m)   | 17e       | serie 6: 4de in 3.52,32 finale B: 4de in 3.53,05     |
| Massimo Trevisan                                                       | 400m vrije slag (m)   | 19e       | serie 6: 6de in 3.56,35                              |
| Pier Maria Siciliano                                                   | 1500m vrije slag (m)  | 13e       | serie 2: 5de in 15.28,46                             |
| Stefano Battistelli                                                    | 100m rugslag (m)      | 23e       | 'serie 7: 8ste in 57,40                              |
| Emanuele Merisi                                                        | 100m rugslag (m)      | 16e       | serie 4: 1ste in 56,80 finale B: 8ste in 57,71       |
| Luca Bianchin                                                          | 200m rugslag (m)      | 11e       | serie 4: 4de in 2.02,65 finale B: 3de in 2.01,70     |
| Stefano Battistelli                                                    | 200m rugslag (m)      | Brons     | serie 6: 3de in 1.59,56 finale: 3de in 1.59,40       |
| Andrea Cecchi                                                          | 100m schoolslag (m)   | 17e       | 'serie 7: 6de in 1.03,28                             |
| Gianni Minervini                                                       | 100m schoolslag (m)   | 10e       | serie 6: 5de in 1.03,23 finale B: 2de in 1.02,39     |
| Andrea Cecchi                                                          | 200m schoolslag (m)   | 17e       | 'serie 7: 6de in 2.16,38                             |
| Francesco Postiglione                                                  | 200m schoolslag (m)   | 16e       | serie 5: 7de in 2.15,97 finale B: 8ste in 2.16,92    |
| Marco Braida                                                           | 100m vlinderslag (m)  | 40e       | 'serie 5: 7de in 56,50                               |
| Leonardo Michelotti                                                    | 100m vlinderslag (m)  | 23e       | serie 7: 7de in 55,28                                |
| Marco Braida                                                           | 200m vlinderslag (m)  | 16e       | serie 5: 5de in 2.01,18 finale B: 8ste in 2.02,24    |
| Stefano Battistelli                                                    | 200m wisselslag (m)   | DNS       | 'serie 6: niet gestart                               |
| Luca Sacchi                                                            | 200m wisselslag (m)   | 17e       | 'serie 6: 4de in 2.03,54                             |
| Luca Sacchi                                                            | 400m wisselslag (m)   | Brons     | serie 3: 1ste in 4.19,42 finale: 3de in 4.16,34 (NR) |
| Giorgio Lamberti Emanuele Idini Roberto Gleria Massimo Trevisan        | 4x100m vrije slag (m) | 10e       | serie 1: 3de in 3.23,43                              |
| Roberto Gleria Emanuele Idini Pier Maria Siciliano Stefano Battistelli | 4x200m vrije slag (m) | 5e        | serie 3: 3de in 7.25,53 finale: 5de in 7.18,10       |
| Emanuele Merisi Gianni Minervini Leonardo Michelotti Massimo Trevisan  | 4x100m wisselslag (m) | 11e       | serie 3: 5de in 3.44,30                              |
|                                                                        |                       |           |                                                      |
| Cristina Chiuso                                                        | 50m vrije slag (v)    | 19e       | serie 6: 7de in 26,62                                |
| Ilaria Sciorelli                                                       | 100m vrije slag (v)   | 36e       | serie 3: 8ste in 59,11                               |
| Manuela Melchiorri                                                     | 400m vrije slag (v)   | 15e       | serie 4: 5de in 4.19,18 finale B: 7de in 4.20,75     |
| Manuela Melchiorri                                                     | 800m vrije slag (v)   | 12e       | serie 2: 5de in 8.50,14                              |
| Lara Bianconi                                                          | 100m rugslag (v)      | 25e       | serie 3: 2de in 1.05,02                              |
| Lorenza Vigarani                                                       | 100m rugslag (v)      | 23e       | serie 5: 7de in 1.04,65                              |
| Francesca Salvalajo                                                    | 200m rugslag (v)      | 20e       | serie 6: 7de in 2.16,89                              |
| Lorenza Vigarani                                                       | 200m rugslag (v)      | 13e       | serie 5: 4de in 2.15,49 finale B: 5de in 2.16,21     |
| Manuela Dalla Valle                                                    | 100m schoolslag (v)   | 7e        | serie 6: 2de in 1.09,78 finale: 7de in 1.10,39       |
| Elena Donati                                                           | 100m schoolslag (v)   | 32e       | serie 3: 5de in 1.14,70                              |
| Manuela Dalla Valle                                                    | 200m schoolslag (v)   | 7e        | serie 3: 2de in 2.30,75 finale: 7de in 2.31,21       |
| Elena Donati                                                           | 200m schoolslag (v)   | 24e       | serie 5: 7de in 2.36,42                              |
| Manuela Dalla Valle                                                    | 100m vlinderslag (v)  | 15e       | serie 6: 4de in 1.01,37 finale B: 7de in 1.02,06     |
| Manuela Dalla Valle                                                    | 200m vlinderslag (v)  | 8e        | serie 5: 3de in 2.13,03 finale: 8ste in 2.13,78      |
| Lara Bianconi                                                          | 200m wisselslag (v)   | 20e       | serie 4: 7de in 2.19,40                              |
| Lorenza Vigarani Manuela Dalla Valle Ilaria Tocchini Ilaria Sciorelli  | 4x100m wisselslag (v) | 9e        | serie 3: 4de in 4.12,77                              |

Albanië · Algerije · Amerikaanse Maagdeneilanden · Amerikaans-Samoa · Andorra · Angola · Antigua en Barbuda · Argentinië · Aruba · Australië · Bahama's · Bahrein · Bangladesh · Barbados · België · Belize · Benin · Bermuda · Bhutan · Bolivia · Bosnië en Herzegovina · Botswana · Brazilië · Britse Maagdeneilanden · Bulgarije · Burkina Faso · Canada · Centraal-Afrikaanse Republiek · Chili · China · Chinees Taipei · Colombia · Congo-Brazzaville · Cookeilanden · Costa Rica · Cuba · Cyprus · Denemarken · Djibouti · Dominicaanse Republiek · Duitsland · Ecuador · Egypte · El Salvador · Equatoriaal-Guinea · Estland · Ethiopië · Fiji · Filipijnen · Finland · Frankrijk · Gabon · Gambia · Gezamenlijk team · Ghana · Grenada · Griekenland · Groot-Brittannië · Guam · Guatemala · Guinee · Guyana · Haïti · Honduras · Hongarije · Hongkong · Ierland · IJsland · India · Indonesië · Irak · Iran · Israël · Italië · Ivoorkust · Jamaica · Japan · Jemen · Jordanië · Kaaimaneilanden · Kameroen · Kenia · Koeweit · Kroatië · Laos · Lesotho · Letland · Libanon · Libië · Liechtenstein · Litouwen · Luxemburg · Madagaskar · Malawi · Malediven · Maleisië · Mali · Malta · Marokko · Mauritanië · Mauritius · Mexico · Monaco · Mongolië · Mozambique · Myanmar · Namibië · Nederland · Nederlandse Antillen · Nepal · Nicaragua · Nieuw-Zeeland · Niger · Nigeria · Noord-Korea · Noorwegen · Oeganda · Oman · Oostenrijk · Pakistan · Panama · Papoea-Nieuw-Guinea · Paraguay · Peru · Polen · Portugal · Puerto Rico · Qatar · Roemenië · Rwanda · Saint Vincent‑Grenadines · Salomonseilanden · Samoa · San Marino · Saoedi-Arabië · Senegal · Seychellen · Sierra Leone · Singapore · Slovenië · Soedan · Spanje · Sri Lanka · Suriname · Swaziland · Syrië · Tanzania · Thailand · Togo · Tonga · Trinidad en Tobago · Tsjaad · Tsjecho-Slowakije · Tunesië · Turkije · Uruguay · Vanuatu · Venezuela · Verenigde Arabische Emiraten · Verenigde Staten · Vietnam · Zaïre · Zambia · Zimbabwe · Zuid-Afrika · Zuid-Korea · Zweden · Zwitserland · Onafhankelijke olympische deelnemers